# Fabio Quartararo
Fabio Alain Quartararo (Spitzname „El Diablo“; * 20. April 1999 in Nizza) ist ein französischer Motorradrennfahrer. Seit 2015 startet er in der Motorrad-Weltmeisterschaft und gewann in der Saison 2021 den Weltmeistertitel in der MotoGP-Klasse. Damit ist Quartararo der bisher einzige Franzose, der in der Königsklasse des Motorradsports den Weltmeistertitel errang. Am 14. Juli 2022 wurde er zum Ritter der Ehrenlegion ernannt.

## Werdegang

### Anfänge im Motorradsport (2006–2014)
Der in der französischen Hafenstadt Nizza geborene Fabio Quartararo saß im Alter von vier Jahren erstmals auf einem Motorrad, mit sieben begann er mit dem Motorradsport. Nach dem Umzug nach Spanien wurde er dort nationaler Meister in den Klassen der Motorräder mit 70, 80 sowie 125 cm³ Hubraum. 2013 fuhr er in der Moto3-Klasse der Spanischen Meisterschaft für Wild Wolf Racing. Mit drei Siegen in den letzten drei Rennen der Saison, die in Cheste sowie Jerez de la Frontera stattfanden, gewann er den Meistertitel mit einem Punkt Vorsprung vor Marcos Ramírez. Auch 2014 startete er in dieser Serie, nun für das Junior Team Estrella Galicia 0.0. In elf Rennen erreichte er neun Siege und zwei zweite Plätze. Damit wurde er abermals Meister und hatte im Gesamtklassement am Saisonende mit 265 Zählern fast doppelt so viele Punkte gesammelt wieder zweitplatzierte Jorge Navarro.

### Moto3-Weltmeisterschaft (2015–2016)
Zur Saison 2015 wechselte Quartararo in die Moto3-Klasse der Motorrad-Weltmeisterschaft. Die bis dahin gültige Regel, dass Fahrer der Motorrad-Weltmeisterschaft mindestens 16 Jahre alt sein müssen, wurde aufgehoben. Sein Teamkollege war der Spanier Jorge Navarro und damit ein weiterer Rookie. Am 29. März 2015 gab er im Alter von 15 Jahren auf einer Honda des Teams Estrella Galicia 0,0 sein Debüt im Rahmen des Großen Preises von Katar. Dabei erzielte er mit dem siebten Platz auf Anhieb seine ersten Punkte in der Motorrad-Weltmeisterschaft. Zwei Wochen später platzierte er sich beim Grand Prix of The Americas als Zweiter in seinem zweiten Grand Prix erstmals auf dem Podium. Nach einem sechsten Platz beim Rennen in Argentinien ging er beim Großen Preis von Spanien erstmals von der Pole-Position aus ins Rennen, das er auf dem vierten Rang beendete. In Frankreich erreichte er ein weiteres Mal die Pole-Position, schied aber im Rennen vorzeitig aus. Auch das Rennen in Italien beendete er nicht. Beim Großen Preis von Katalonien kam er auf dem 14. Rang ins Ziel. Bei der Dutch TT erreichte er mit dem zweiten Platz zum zweiten Mal in diesem Jahr das Podest. Nach einem Ausfall in Deutschland, einem elften Rang in Indianapolis und einem weiteren Ausfall in Tschechien erzielte er beim Großen Preis von Großbritannien den vierten Platz. Anschließend musste er aufgrund einer Verletzung des Knöchels eine Zwangspause über insgesamt fünf Rennen einlegen. Lediglich beim Saisonfinale, dem Großen Preis von Valencia, konnte er noch einmal starten, schied jedoch vorzeitig aus. Mit 92 Punkten wurde er Zehnter der Moto3-Weltmeisterschaftswertung. Damit verlor er das teaminterne Duell und den Rookie of the Year-Titel gegen Navarro.
2016 startete Fabio Quartararo auf einer KTM für Leopard Racing in der Moto3-Weltmeisterschaft. Seine Teamkollegen waren Joan Mir aus Spanien und Andrea Locatelli aus Italien. Nach drei 13. Plätzen in den ersten drei Rennen in Katar, Argentinien und Texas sowie einem Ausfall in Spanien platzierte sich Quartararo drei Mal in Serie unter den ersten Zehn: Beim Großen Preis von Frankreich als Sechster, in Italien als Fünfter und beim Großen Preis von Katalonien als Siebter. In den folgenden sechs Rennen klassifizierte er sich nur beim Großen Preis von Österreich als Vierter in den Punkterängen; daneben standen zwei Ausfälle bei der Dutch TT und in Großbritannien, ein 23. Platz in Deutschland, ein 21. in Tschechien und ein 18. Rang in San Marino. Beim Großen Preis von Aragonien wurde er Zwölfter. Damit begann eine Serie an Rennen, in denen er Wertungszähler erzielte, die bis zum Saisonende anhielt: Nach einem achten Platz in Japan und einem zwölften Rang in Australien wurde er in Malaysia Vierter und kam beim Saisonfinale in Valencia als 14. ins Ziel. Mit 83 Punkten wurde er 13. der Gesamtwertung in der Moto3 und unterlag damit beiden Teamkollegen, die Fünfter bzw. Neunter wurden.

### Moto2-Weltmeisterschaft (2017–2018)
2017 stieg Quartararo in die Moto2-Klasse der Motorrad-Weltmeisterschaft auf, in der er für Páginas Amarillas HP 40 auf einer Kalex saß und Teamkollege des Spaniers Edgar Pons wurde. Wie schon zwei Jahre zuvor erzielte er bei seinem ersten Rennen in der neuen Klasse als Siebter des Großen Preises von Katar auf Anhieb seine ersten Wertungszähler. Beim Großen Preis von Argentinien schied er aus. Der weitere Saisonverlauf Quartararos gestaltete sich wechselhaft: Auf einen zwölften Platz in Texas folgte eine punktlose Serie von drei Rennen bei den Großen Preisen von Spanien (16. Platz), Frankreich und Italien (jeweils 18. Platz). Erst beim Rennen in Katalonien erreichte er als Siebter wieder die Punkteränge. Bei der Dutch TT wurde er Neunter, beim Großen Preis von Deutschland kam er auf dem 13. Platz ein. Mit einem 20. Rang in Tschechien, einem Ausfall beim Rennen in Österreich und einem 16. Platz in Großbritannien folgten wiederum drei Rennen ohne Punkte. In den verbliebenen sechs Großen Preisen erzielte er noch in San Marino als Sechster, in Aragonien als Elfter, in Malaysia als Siebter und in Valencia als Achter Punktplatzierungen. In Japan blieb ihm eine solche als 19. ebenso verwehrt wie durch einen Ausfall in Australien. Mit 64 Punkten belegte er den 13. Platz der Weltmeisterschaft. Pons, der zwei Punkte holte und WM-34. wurde, schlug er.
Zur Saison 2018 wechselte der vormalige Kalex-Pilot innerhalb der Moto2-Weltmeisterschaft zu Speed Up Racing. Sein Teamkollege dort war der Brite Danny Kent, der im Saisonverlauf durch Quartararos früheren Teamkollegen Edgar Pons und den Italiener Tommaso Marcon abgelöst wurde. Nachdem er beim Saisonauftakt in Katar als 20. und beim zweiten Grand Prix in Argentinien als 22. ohne Punkte geblieben war, erzielte er beim dritten Rennen in Texas als 15. den ersten Zähler für sein neues Team. Nach einem zehnten Platz beim Großen Preis von Spanien, einem achten in Frankreich und einem elften in Italien erreichte er im Qualifying für den Großen Preis vom Katalonien, der am 17. Juni 2018 stattfand, die erste Pole-Position seit seiner Debüt-Saison. Diese setzte er im Rennen zu seinem ersten Grand-Prix-Sieg um. Zudem fuhr er erstmals in der Motorrad-Weltmeisterschaft die schnellste Rennrunde. Bei der Dutch TT zwei Wochen später erreichte er als Zweitplatzierter die nächste Podiumsplatzierung. Im weiteren Verlauf des Jahres verpasste Quartararo lediglich beim Großen Preis von Japan durch eine Disqualifikation die Punkteränge und wurde mit 138 Zählern Zehntplatzierter der Fahrerwertung. Damit schlug er Kent, der mit acht Punkten WM-25. und Pons, der mit einem Punkt 31. wurde, während Marcon punktlos blieb.

### MotoGP (seit 2019)
Nach vier Jahren in ihren Unterbauten startet Quartararo 2019 in der höchsten Klasse der Motorrad-Weltmeisterschaft, der MotoGP. An der Seite des Italieners Franco Morbidelli ist er Teil des Teams Petronas Yamaha SRT und sitzt auf einer Yamaha. Wie im Vorjahr blieb er im ersten Saisonrennen in Katar als 16. ohne Punkte, fuhr jedoch in seinem ersten MotoGP-Rennen die schnellste Rennrunde. In Argentinien als Achter und in Texas als Siebter fuhr er seine ersten Punkte ein. Beim Großen Preis von Spanien ging er von der Pole-Position ins Rennen und wurde damit jüngster Polesetter der MotoGP, schied aber durch Probleme mit der Schaltung an seiner Yamaha vorzeitig aus. Nach einem achten Platz und der schnellsten Rennrunde in Frankreich sowie einem zehnten Rang in Italien fuhr er beim Großen Preis von Katalonien von der Pole-Position aus zum zweiten Platz und seiner ersten Podestplatzierung in der MotoGP. Beim folgenden Rennen, der Dutch TT, startete er abermals von der vordersten Startposition und wurde Dritter. Beim Großen Preis von Deutschland am Sachsenring schied er nach einem Vorderradrutscher in der zweiten Runde aus, als er im Omega versuchte, Danilo Petrucci außen zu überholen. Nach einem siebten Platz in Tschechien erreichte er als Dritter in Österreich die dritte Podestplatzierung des Jahres. Auf einen Ausfall in Großbritannien folgten drei zweite Plätze in vier Rennen: In San Marino, von der Pole-Position aus beim Großen Preis von Thailand sowie in Japan. Lediglich beim Großen Preis von Aragonien wurde diese Serie mit einem fünften Rang unterbrochen. In Australien schied er nach einer Kollision mit Danilo Petrucci aus. In Malaysia fuhr er von der Pole-Position aus zu Platz sieben. Beim Saisonfinale in Valencia startete er erneut von der Pole und erreichte mit Platz zwei ein weiteres Mal das Podium. Mit sieben Podestplätzen, sechs Pole-Positions, zwei schnellsten Rennrunden und 192 Punkten wurde er in seiner ersten MotoGP-Saison Gesamtfünfter der Fahrer-Weltmeisterschaft. Er lag damit vor Morbidelli, der den zehnten Platz belegte.
Zum Auftakt der aufgrund der COVID-19-Pandemie spät begonnenen Motorrad-Weltmeisterschaft 2020 siegte Quartararo beim Großen Preis von Spanien von der Pole-Position gestartet. Es war sein erster Sieg in der MotoGP sowie der erste Sieg eines französischen Fahrers in der Königsklasse seit Régis Laconi beim Großen Preis von Valencia 1999. Nach vermehrten Ausfällen und Fahrfehlern in der zweiten Saisonhälfte wurde er am Ende der Saison Achter in der Fahrerwertung.
Seit der Saison 2021 geht er für das Yamaha-Werksteam an den Start. Nach dem Großen Preis von Spanien musste er sich einer Arm-Pump Operation unterziehen, nachdem er im Rennen aufgrund starker Schmerzen weit zurückgefallen war. Dennoch wurde er mit fünf Siegen am Ende der Saison als erster Franzose Weltmeister in der höchsten Klasse des Motorradrennsports. Mit einem 4. Platz beim Großen Preis der Emilia-Romagna machte er seinen ersten Titel perfekt, nachdem sein ärgster Konkurrent um den Titel, Francesco Bagnaia, fünf Runden vor Rennende in Führung liegend ausgeschieden war.

## Statistik

### Erfolge
- 2019 – MotoGP-Rookie of the Year auf Yamaha
- 2021 – MotoGP-Weltmeister auf Yamaha
- 12 Grand-Prix-Siege

### Karrierestationen
- 2013: FIM-CEV-Repsol-Moto3-Meisterschaft (Meister)
- 2014: FIM-CEV-Repsol-Moto3-Meisterschaft (Meister)
- 2015: Moto3-Weltmeisterschaft (Platz 10)
- 2016: Moto3-Weltmeisterschaft (Platz 13)
- 2017: Moto2-Weltmeisterschaft (Platz 13)
- 2018: Moto2-Weltmeisterschaft (Platz 10)
- 2019: MotoGP-Weltmeisterschaft (Platz 5)
- 2020: MotoGP-Weltmeisterschaft (Platz 8)
- 2021: MotoGP-Weltmeisterschaft (Platz 1)
- 2022: MotoGP-Weltmeisterschaft (Platz 2)
- 2023: MotoGP-Weltmeisterschaft (Platz 10)
- 2024: MotoGP-Weltmeisterschaft (Platz 13)

### In der CEV-Moto3-Meisterschaft
| Saison | Team                 | Motorrad | Rennen | Siege | Zweiter | Dritter | Poles | Schn. Runden | Punkte | Ergebnis |
| ------ | -------------------- | -------- | ------ | ----- | ------- | ------- | ----- | ------------ | ------ | -------- |
| 2013   | Estrella Galicia 0,0 | Honda    | 8      | 3     | 1       | –       | 3     | 1            | 115    | Meister  |
| 2014   | Estrella Galicia 0,0 | Honda    | 11     | 9     | 2       | –       | 6     | 7            | 265    | Meister  |
| Gesamt | Gesamt               | Gesamt   | 19     | 12    | 4       | 0       | 9     | 8            | 380    |          |

### In der Motorrad-Weltmeisterschaft
(Stand: Großer Preis von Österreich, 17. August 2025)
| Saison | Klasse | Team                         | Motorrad      | Rennen | Siege | Zweiter | Dritter | Poles | Schn. Runden | Punkte | Ergebnis    |
| ------ | ------ | ---------------------------- | ------------- | ------ | ----- | ------- | ------- | ----- | ------------ | ------ | ----------- |
| 2015   | Moto3  | Estrella Galicia 0,0         | Honda         | 13     | –     | 2       | –       | 2     | –            | 92     | 10.         |
| 2016   | Moto3  | Leopard Racing               | KTM           | 18     | –     | –       | –       | –     | –            | 83     | 13.         |
| 2017   | Moto2  | Páginas Amarillas HP 40      | Kalex         | 18     | –     | –       | –       | –     | –            | 64     | 13.         |
| 2018   | Moto2  | Speed Up Racing              | Speed Up      | 18     | 1     | 1       | –       | 1     | 1            | 138    | 10.         |
| 2019   | MotoGP | Petronas Yamaha SRT          | Yamaha YZR-M1 | 19     | –     | 5       | 2       | 6     | 2            | 192    | 5.          |
| 2020   | MotoGP | Petronas Yamaha SRT          | Yamaha YZR-M1 | 14     | 3     | –       | –       | 4     | 2            | 127    | 8.          |
| 2021   | MotoGP | Monster Energy Yamaha MotoGP | Yamaha YZR-M1 | 18     | 5     | 2       | 3       | 5     | 5            | 278    | Weltmeister |
| 2022   | MotoGP | Monster Energy Yamaha MotoGP | Yamaha YZR-M1 | 20     | 3     | 4       | 1       | 1     | 4            | 248    | 2.          |
| 2023   | MotoGP | Monster Energy Yamaha MotoGP | Yamaha YZR-M1 | 20     | –     | –       | 3       | –     | –            | 172    | 10.         |
| 2024   | MotoGP | Monster Energy Yamaha MotoGP | Yamaha YZR-M1 | 20     | –     | –       | –       | –     | –            | 113    | 13.         |
| 2025   | MotoGP | Monster Energy Yamaha MotoGP | Yamaha YZR-M1 | 13     | –     | 1       | –       | 4     | –            | 103    | 10.         |
| Gesamt | Gesamt | Gesamt                       | Gesamt        | 191    | 12    | 15      | 9       | 23    | 14           | 1610   | 1 WM-Titel  |

Grand-Prix-Siege
| Saison | Klasse | Rennen                                                    |
| ------ | ------ | --------------------------------------------------------- |
| 2018   | Moto2  | Katalonien                                                |
| 2020   | MotoGP | Spanien Andalusien Katalonien                             |
| 2021   | MotoGP | Katar Portugal Italien Niederlande Vereinigtes Konigreich |
| 2022   | MotoGP | Portugal Katalonien Deutschland                           |

Einzelergebnisse
| Saison | 1        | 2           | 3           | 4          | 5          | 6          | 7                      | 8              | 9           | 10                     | 11          | 12                     | 13         | 14             | 15             | 16             | 17         | 18             | 19             | 20       | 21       | 22       |
| ------ | -------- | ----------- | ----------- | ---------- | ---------- | ---------- | ---------------------- | -------------- | ----------- | ---------------------- | ----------- | ---------------------- | ---------- | -------------- | -------------- | -------------- | ---------- | -------------- | -------------- | -------- | -------- | -------- |
| 2015   | Katar    | USA-Texas   | Argentinien | Spanien    | Frankreich | Italien    | Katalonien             | Niederlande    | Deutschland |                        | Tschechien  | Vereinigtes Konigreich | San Marino | Aragonien      | Japan          | Australien     | Malaysia   | \|\| \|\| \|\| |                |          |          |          |
| 2015   | 7        | 2           | 6           | 4          | DNF        | DNF        | 14                     | 2              | DNF         | 11                     | DNF         | 4                      | INJ        | INJ            | INJ            | INJ            | INJ        | DNF            |                |          |          |          |
| 2016   | Katar    | Argentinien | USA-Texas   | Spanien    | Frankreich | Italien    | Katalonien             | Niederlande    | Deutschland | Osterreich             | Tschechien  | Vereinigtes Konigreich | San Marino | Aragonien      | Japan          | Australien     | Malaysia   | \|\| \|\| \|\| |                |          |          |          |
| 2016   | 13       | 13          | 13          | DNF        | 6          | 5          | 7                      | DNF            | 23          | 4                      | 21          | DNF                    | 18         | 12             | 8              | 12             | 4          | 14             |                |          |          |          |
| 2017   | Katar    | Argentinien | USA-Texas   | Spanien    | Frankreich | Italien    | Katalonien             | Niederlande    | Deutschland | Tschechien             | Osterreich  | Vereinigtes Konigreich | San Marino | Aragonien      | Japan          | Australien     | Malaysia   | \|\| \|\| \|\| |                |          |          |          |
| 2017   | 7        | DNF         | 12          | 16         | 18         | 18         | 7                      | 9              | 13          | 20                     | DNF         | 16                     | 6          | 11             | 19             | DNF            | 7          | 8              |                |          |          |          |
| 2018   | Katar    | Argentinien | USA-Texas   | Spanien    | Frankreich | Italien    | Katalonien             | Niederlande    | Deutschland | Tschechien             | Osterreich  | Vereinigtes Konigreich | San Marino | Aragonien      | Thailand       | Japan          | Australien | Malaysia       | \|\| \|\|      |          |          |          |
| 2018   | 20       | 22          | 15          | 10         | 8          | 11         | 1                      | 2              | 9           | 11                     | 9           | C                      | 7          | 9              | 5              | DNF            | 10         | 5              | 6              |          |          |          |
| 2019   | Katar    | Argentinien | USA-Texas   | Spanien    | Frankreich | Italien    | Katalonien             | Niederlande    | Deutschland | Tschechien             | Osterreich  | Vereinigtes Konigreich | San Marino | Aragonien      | Thailand       | Japan          | Australien | Malaysia       | \|\| \|\| \|\| |          |          |          |
| 2019   | 16       | 8           | 7           | DNF        | 8          | 10         | 2                      | 3              | DNF         | 7                      | 3           | DNF                    | 2          | 5              | 2              | 2              | DNF        | 7              | 2              |          |          |          |
| 2020   | Katar    | Spanien     | Andalusien  | Tschechien | Osterreich | Steiermark | San Marino             | Emilia-Romagna | Katalonien  | Frankreich             | Aragonien   |                        | Europa     | Valencia       | \|\| \|\| \|\| |                |            |                |                |          |          |          |
| 2020   | C        | 1           | 1           | 7          | 8          | 13         | DNF                    | 4              | 1           | 9                      | 18          | 8                      | 14         | DNF            | 14             |                |            |                |                |          |          |          |
| 2021   | Katar    | Katar       | Portugal    | Spanien    | Frankreich | Italien    | Katalonien             | Deutschland    | Niederlande | Steiermark             | Osterreich  | Vereinigtes Konigreich | Aragonien  | San Marino     | USA-Texas      | Emilia-Romagna | Portugal   | \|\| \|\| \|\| |                |          |          |          |
| 2021   | 5        | 1           | 1           | 13         | 3          | 1          | 6                      | 3              | 1           | 3                      | 7           | 1                      | 8          | 2              | 2              | 4              | DNF        | 5              |                |          |          |          |
| 2022   | Katar    | Indonesien  | Argentinien | USA-Texas  | Portugal   | Spanien    | Frankreich             | Italien        | Katalonien  | Deutschland            | Niederlande | Vereinigtes Konigreich | Osterreich | San Marino     | Aragonien      | Japan          | Thailand   | Australien     | Malaysia       | \|\|     |          |          |
| 2022   | 9        | 2           | 8           | 7          | 1          | 2          | 4                      | 2              | 1           | 1                      | DNF         | 8                      | 2          | 5              | DNF            | 8              | 17         | DNF            | 3              | 4        |          |          |
| 2023   | Portugal | Argentinien | USA-Texas   | Spanien    | Frankreich | Italien    | Deutschland            | Niederlande    | Kasachstan  | Vereinigtes Konigreich | Osterreich  | Katalonien             | San Marino | Indien         | Japan          | Indonesien     | Australien | Thailand       | Malaysia       | Katar    | Valencia |          |
| 2023   | 8        | 79          | 3           | 10         | 7          | 11         | 13                     | DNF3           | C           | 15                     | 8           | 7                      | 13         | 36             | 10             | 35             | 14         | 5              | 5              | 78       | 11       |          |
| 2024   | Katar    | Portugal    | USA-Texas   | Spanien    | Frankreich | Katalonien | Italien                | Niederlande    | Deutschland | Vereinigtes Konigreich | Osterreich  | Aragonien              | San Marino | Emilia-Romagna | Indonesien     | Japan          | Australien | Thailand       | Malaysia       | \|\|     |          |          |
| 2024   | 11       | 79          | 12          | 155        | DNF        | 9          | 18                     | 127            | 11          | 11                     | 18          | DNF                    | 79         | 7              | 7              | 12             | 9          | 16             | 65             | 11       |          |          |
| 2025   | Thailand | Argentinien | USA-Texas   | Katar      | Spanien    | Frankreich | Vereinigtes Konigreich | Aragonien      | Italien     | Niederlande            | Deutschland | Tschechien             | Osterreich | Ungarn         | Katalonien     | San Marino     | Japan      | Indonesien     | Australien     | Malaysia | Portugal | Valencia |
| 2025   | 157      | 14          | 106         | 75         | 2          | DNF4       | DNF7                   | DNF            | 14          | 10                     | 43          | 65                     | 15         |                |                |                |            |                |                |          |          |          |

| Legende  | Legende            | Legende                                                          |
| Farbe    | Abkürzung          | Bedeutung                                                        |
| -------- | ------------------ | ---------------------------------------------------------------- |
| Gold     | –                  | Sieg                                                             |
| Silber   | –                  | 2. Platz                                                         |
| Bronze   | –                  | 3. Platz                                                         |
| Grün     | –                  | Platzierung in den Punkten                                       |
| Blau     | –                  | Klassifiziert außerhalb der Punkteränge                          |
| Violett  | DNF                | Rennen nicht beendet (did not finish)                            |
| Violett  | NC                 | nicht klassifiziert (not classified)                             |
| Rot      | DNQ                | nicht qualifiziert (did not qualify)                             |
| Rot      | DNPQ               | in Vorqualifikation gescheitert (did not pre-qualify)            |
| Schwarz  | DSQ                | disqualifiziert (disqualified)                                   |
| Weiß     | DNS                | nicht am Start (did not start)                                   |
| Weiß     | WD                 | zurückgezogen (withdrawn)                                        |
| Hellblau | PO                 | nur am Training teilgenommen (practiced only)                    |
| Hellblau | TD                 | Freitags-Testfahrer (test driver)                                |
| ohne     | DNP                | nicht am Training teilgenommen (did not practice)                |
| ohne     | INJ                | verletzt oder krank (injured)                                    |
| ohne     | EX                 | ausgeschlossen (excluded)                                        |
| ohne     | DNA                | nicht erschienen (did not arrive)                                |
| ohne     | C                  | Rennen abgesagt (cancelled)                                      |
| ohne     | keine WM-Teilnahme |                                                                  |
| sonstige | P/fett             | Pole-Position                                                    |
| sonstige | 1/2/3/4/5/6/7/8    | Punktplatzierung im Sprint-/Qualifikationsrennen                 |
| sonstige | SR/kursiv          | Schnellste Rennrunde                                             |
| sonstige | *                  | nicht im Ziel, aufgrund der zurückgelegten Distanz aber gewertet |
| sonstige | ()                 | Streichresultate                                                 |
| sonstige | unterstrichen      | Führender in der Gesamtwertung                                   |